# The Album About Nothing
The Album About Nothing è il quarto album in studio del rapper statunitense Wale, pubblicato nel marzo 2015.

## Tracce
1. The Intro About Nothing – 4:20
2. The Helium Balloon – 4:47
3. The White Shoes – 4:30
4. The Pessimist (featuring J. Cole) – 4:32
5. The Middle Finger – 4:00
6. The One Time in Houston – 5:47
7. The Girls on Drugs – 4:09
8. The God Smile – 5:16
9. The Need to Know (featuring SZA) – 3:36
10. The Success – 2:57
11. The Glass Egg – 4:47
12. The Bloom (AG3) – 5:22
13. The Matrimony (featuring Usher) – 6:35
14. The Body (featuring Jeremih) – 3:52

## Classifiche
| Classifica (2015) | Posizione raggiunta |
| ----------------- | ------------------- |
| Stati Uniti       | 1                   |